# Jean-François Rial
Jean-François Rial, né le 12 juin 1963 à Soyaux, mais originaire du Cantal, est PDG du groupe Voyageurs du Monde et ancien président de l’Office du tourisme et des congrès de Paris.

## Biographie

### Formation
Originaire du Cantal, Jean-François Rial est passionné de géographie et de voyage, il parcourt la Chine à l’âge de 18 ans, un voyage au cours duquel il développe son goût de la rencontre et des autres cultures,. Diplômé de l’Institut de statistique de l’université Paris VI (ISUP), et de l’institut des Actuaires[réf. souhaitée], Jean-François Rial commence sa carrière comme arbitragiste dans l’évaluation des risques financiers, et réalise des arbitrages sur les marchés financiers. Deux ans après la fin de ses études, il dirige Promatif, une société qui réalise des logiciels d’évaluations des risques sur les marchés financiers . L’entreprise fusionne alors avec son actionnaire Fininfo, dont Jean-François Rial devient directeur général à l’âge de 25 ans. Il reste à la tête de l’entreprise pendant huit ans.

### Voyageurs du Monde
Lors d’un voyage dans le Sahara, en 1991, Jean-François Rial décide de changer de vie[réf. à confirmer] pour se consacrer à sa passion du voyage. Il rachète la société Voyageurs du Monde avec quatre amis (Alain Capestan, Lionel Habasque, Frédéric Moulin et Loïc Minvielle). Cette entreprise emploie plus de 1 400 salariés[réf. souhaitée] de multiples nationalités et possède plusieurs hébergements.
En 2010, Jean-François Rial lance Voyageurs en Israël et en Palestine, en partenariat avec l'artiste JR et Marc Berrebi ,.

### Engagements écologiques, politiques et humanitaires
Jean-François Rial a fait partie des premiers soutiens d’Emmanuel Macron durant la campagne présidentielle de 2017. Le 16 janvier 2018, il publie cependant, aux côtés d'autres personnalités, une tribune dans le journal Le Monde dénonçant la politique migratoire du président de la République qui ne respecterait pas le « principe d’accueil inconditionnel »,. En octobre 2018, il cosigne, avec Jean-Paul Tran Thiet (membre du comité directeur de l’Institut Montaigne) et Thierry Pech (directeur général de la fondation Terra Nova), un rapport sur le droit d’asile réalisé par l’Institut Montaigne et l’Association Terra Nova, dont il est membre.
Il est également vice-président du Seto (Syndicat des entreprises du tour-operating)[source secondaire souhaitée].
Jean-François Rial a été président de l’association Les Amis d’Unitaid,[réf. à confirmer], qui encourage les dons afin de renforcer la taxe Chirac (taxation sur les billets d’avion) alimentant le fonds de l’OMS destiné à l’achat de médicaments à destination des pays en développement.
Jean-François Rial est également président du Refettorio Paris,, un projet imaginé par Food for Soul, association à but non lucratif fondée par le chef Massimo Bottura et Lara Gilmore, lancé en mars 2018. Installé dans la crypte de l’église de la Madeleine, le restaurant offre aux sans-abri et aux réfugiés des repas concoctés par de grands chefs de passage, dans un cadre artistique imaginé par le designer Ramy Fischler et l’architecte Nicola Delon, et les artistes JR et Prune Nourry. Ce concept culturel et solidaire allie cuisine, art et humanisme tout en luttant contre le gaspillage alimentaire.
Jean-François Rial milite pour la mise en place d’une « contribution planète », visant l’industrie aérienne afin d’apporter des solutions réelles d’absorption des émissions de dioxyde de carbone. 
Il est partisan de l’agriculture biologique et s'est lancé avec son fils Tom dans un projet agricole dénommé Une ferme du Perche,.
Il est également ambassadeur à titre bénévole des marques Cantal et Auvergne.
Il a été nommé chevalier de l'ordre du mérite en 2007 et également nommé au grade de chevalier de l'ordre des Arts et des Lettres en 2020. Le 14 juillet 2024, il a été élevé au grade de chevalier de la Légion d'honneur .
Le 24 mars 2021, il est nommé président de l'office du tourisme et des congrès de Paris, et quitte son poste le 23 novembre 2023,,.
En 2025, Jean-François Rial coécrit avec Matthieu Belloir Le chaos climatique n'est pas une fatalité, un ouvrage qui aborde les causes, les conséquences et les leviers d'action face au changement climatique. Le livre propose une analyse documentée des enjeux environnementaux actuels et plaide pour une mobilisation collective, en particulier du monde économique, dans la lutte contre le réchauffement climatique.

### Décorations
- Chevalier de la Légion d'honneur (2024)[33]